# Liste de jouets Nintendo
Cet article est une liste de jouets commercialisés par Nintendo.

## Liste détaillée

### A-L

#### Chiritori
Le Chiritori est un jouet électroménager radiocommandé. Il permet de passer l'aspirateur. Il recycle la technologie basée sur une seule fréquence du Lefty RX. Lorsqu'il est mis sous tension, les roues se mettent à tourner dans des directions opposées, ce qui le fait tourner sur lui-même. Une pression sur le bouton de la télécommande les oriente dans le même sens, ce qui le fait avancer.
 Il est conçu par Gunpei Yokoi et commercialisé en 1979 au prix de 5800 yens.

#### Duck Hunt
Duck Hunt est un jeu de tir conçu par Gunpei Yokoi et commercialisé en 1976 au prix de 9500 yens.
Il est plus tard adapté en jeu vidéo sur arcade et sur NES.

#### Ele-Conga
L'Ele-Conga est une boite à rythme conçue par Gunpei Yokoi et commercialisée en 1970 au prix de 9800 yens.

#### Lefty RX
Le Lefty RX est un modèle de voiture radiocommandée conçu par Gunpei Yokoi, commercialisé en 1972.

Afin de pouvoir contrôler une voiture miniature à distance, il est nécessaire d'utiliser plusieurs fréquences radio, une pour chaque type de commande: accélérer, tourner à gauche, tourner à droite, etc.
Il faut donc que le contrôleur et le jouet soit dotés d'émetteurs et de récepteurs, respectivement ; or, à cette époque, les technologies à l'œuvre sont encore très coûteuses, et par conséquent un seul exemplaire peut demander presque un mois complet de salaire. Ce type de jouet est donc hors de portée du porte-feuille des enfants.
Afin de réduire les coûts, et de pouvoir le vendre entre 5 900 et 10 800 yens, Yokoi imagine une voiture radiocommandée qui n'utilise qu'une seule fréquence; celle-ci permet juste de tourner à gauche. Elle avance toute seule à l'aide d'une batterie.

#### Love Tester
Le Love Tester est un jouet qui, comme son nom l'indique, prétend mesurer les sentiments amoureux entre deux personnes.
Il est inventé par Gunpei Yokoi et commercialisé en 1969.
Il est constitué d'un transistor et d'un conductimètre, dont on a simplement remplacé les unités du cadran par d'autres, censées indiquer l'affinité amoureuse entre deux personnes.

Pour l'utiliser, celles-ci doivent se donner la main, tout en tenant l'appareil. Celui-ci mesure alors simplement le conductivité électrique. Son cadran affiche le résultat sous forme d'unité "love", comme "1 love", "2 love" , etc.

#### Tenbillion

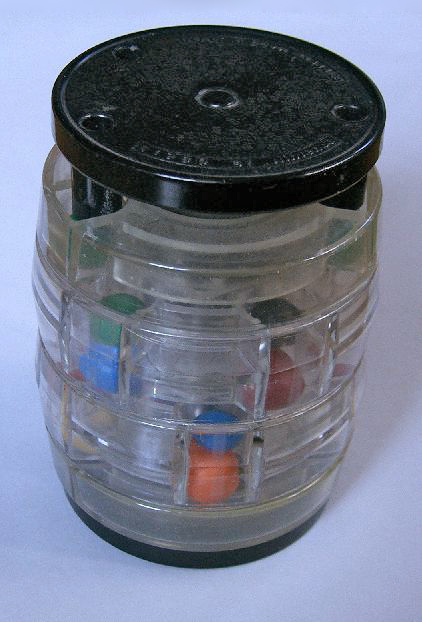

### M-Z

#### Ultra Machine
Ce jouet pour enfant créé par Gunpei Yokoi est un automate mécanique qui jette à la suite des balles.
L'enfant armé d'une mini batte de baseball, sport le plus populaire au Japon, renvoie les balles envoyées.

#### Ultra Scope
Cette loupe d'espion créée par Gunpei Yokoi est un jouet pour enfant pour espionner ses voisins. Il est inspiré d'un télescope sous-marin.